# Virus X de la pomme de terre
Potexvirus ecspotati
Espèce
Potexvirus ecspotati, aussi appelé virus X de la pomme de terre (abrégé PVX, sigle de Potato virus X), est un phytovirus pathogène de la famille des Alphaflexiviridae et de l'ordre des Tymovirales. Ce virus responsable de la mosaïque de la pomme de terre est l'un des plus importants virus affectant les cultures de pomme de terre.

## Description
Le virus X de la pomme de terre est présent dans l'ensemble des régions du monde où la pomme de terre est cultivée et son seul vecteur d'inoculation connu est mécanique, par exemple par frottements entre plants liés à des activités humains (machines), ou d'animaux (piqûre d’insectes), ou de vents. Des cellules de l’épiderme de feuilles ou de racines d'un plant infecté doivent être endommagées pour que celles-ci viennent en contact avec les tissus d’un plant voisin.

## Référence biologique
- (en) ICTV : Potato virus X  (consulté le 28 février 2021)